# Camponotus efitra
Camponotus efitra  (лат.) — вид муравьёв рода кампонотус (Camponotus) (группа grandidieri) из подсемейства формицины.

## Распространение
Мадагаскар (провинция Тулиара), на высотах от 25 до 250 м.

## Описание
Тело двуцветное, желтовато-бурое; голова, усики, ноги и грудь светлее, брюшко до буровато-чёрного. Рабочие муравьи имеют длину около 5 мм, солдаты крупнее. Мандибулы треугольной формы с 6 зубцами, увеличивающиеся в размере к вершине. Усики 12-члениковые и прикрепляются на некотором расстоянии от заднего края наличника. Максиллярные щупики состоят из 6 члеников, а лабиальные — из 4.
Проподеальные лопасти и метаплевральные железы отсутствуют. На средних и задних голенях по одной шпоре. Стебелёк между грудкой и брюшком состоит из одного членика (петиолюс), несущего вертикальную чешуйку. Жало отсутствует.
Вид был впервые описан в 2017 году малагасийским мирмекологом Жан-Клодом Ракотонирина (Jean Claude Rakotonirina, Madagascar Biodiversity Center, Антананариво, Мадагаскар) и американскими энтомологами Шандором Чёсом (Sandor Csősz) и Брайаном Фишером (Brian Lee Fisher; California Academy of Sciences, Сан-Франциско, США) по материалам с острова Мадагаскара. Camponotus efitra симпатричен с видами Camponotus maintikibo, Camponotus grandidieri и Camponotus voeltzkowii, с которыми  включён в видовую группу grandidieri (Myrmotrema).